# 川口正
川口 正（かわぐち ただし、1971年1月1日 - ）は、広島県出身の元プロ野球選手（内野手）、元競輪選手。

## 来歴・人物
山口県桜ケ丘高から、入団テストに合格し1988年オフにドラフト外で横浜大洋ホエールズに入団。一軍公式戦への出場が無いまま、1993年限りで現役を引退。
その後、日本競輪学校第76期生として競輪選手に転身（日本競輪選手会山口支部所属）。同期に市田佳寿浩、石丸寛之らがいる。1995年8月5日、松阪競輪場でデビューし5着。初勝利は1996年3月30日の一宮競輪場。2014年7月4日に競輪選手登録削除。通算成績1430戦94勝、優勝なし。
その後は、社会人野球のMSH医療専門学校のコーチを務めていた。
その後、競輪選手時代に取得した柔道整復師の資格を活かし、2014年に広島市東区に整骨院を開院した。

## 詳細情報

### 年度別打撃成績
- 一軍公式戦出場なし

### 背番号
- 67 （1989年 - 1993年）